# Saint-Seine-sur-Vingeanne
Saint-Seine-sur-Vingeanne is een gemeente in het Franse departement Côte-d'Or (regio Bourgogne-Franche-Comté) en telt 349 inwoners (2005). De plaats maakt deel uit van het arrondissement Dijon.

## Geografie
De oppervlakte van Saint-Seine-sur-Vingeanne bedraagt 19,4 km², de bevolkingsdichtheid is 18,0 inwoners per km².
De onderstaande kaart toont de ligging van Saint-Seine-sur-Vingeanne met de belangrijkste infrastructuur en aangrenzende gemeenten.

## Demografie
Onderstaande figuur toont het verloop van het inwonertal (bron: INSEE-tellingen).